# Catedrala Sfântul Ioan din Varșovia
Catedrala Sfântul Ioan din Varșovia este un monument istoric și de arhitectură gotică din Varșovia.